# Otto Linne

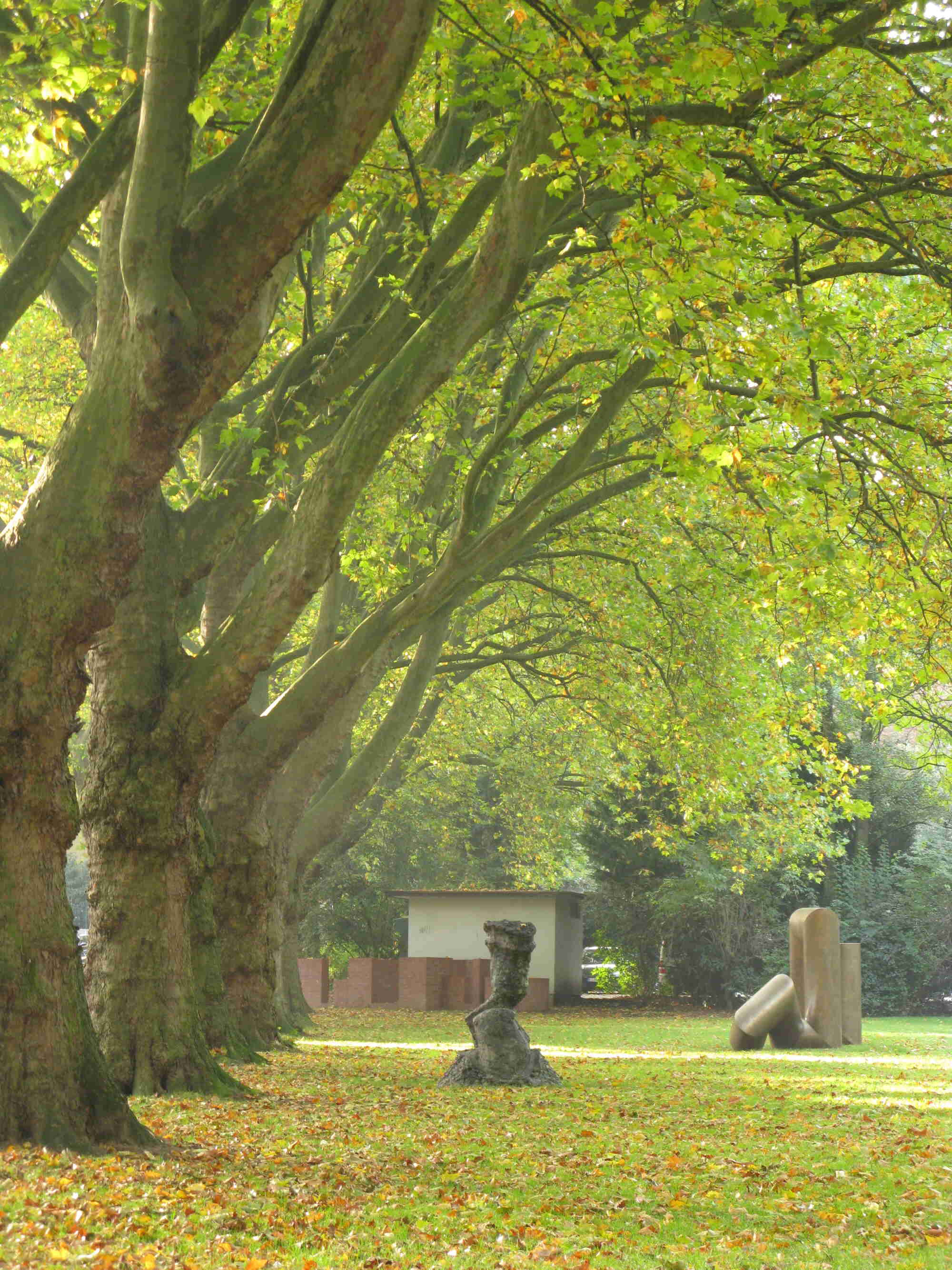
Nördlicher Teil des von Otto Linne geplanten Moltkeplatzes im Moltkeviertel in Essen mit Skulpturen unter 100 Jahre alten Platanen

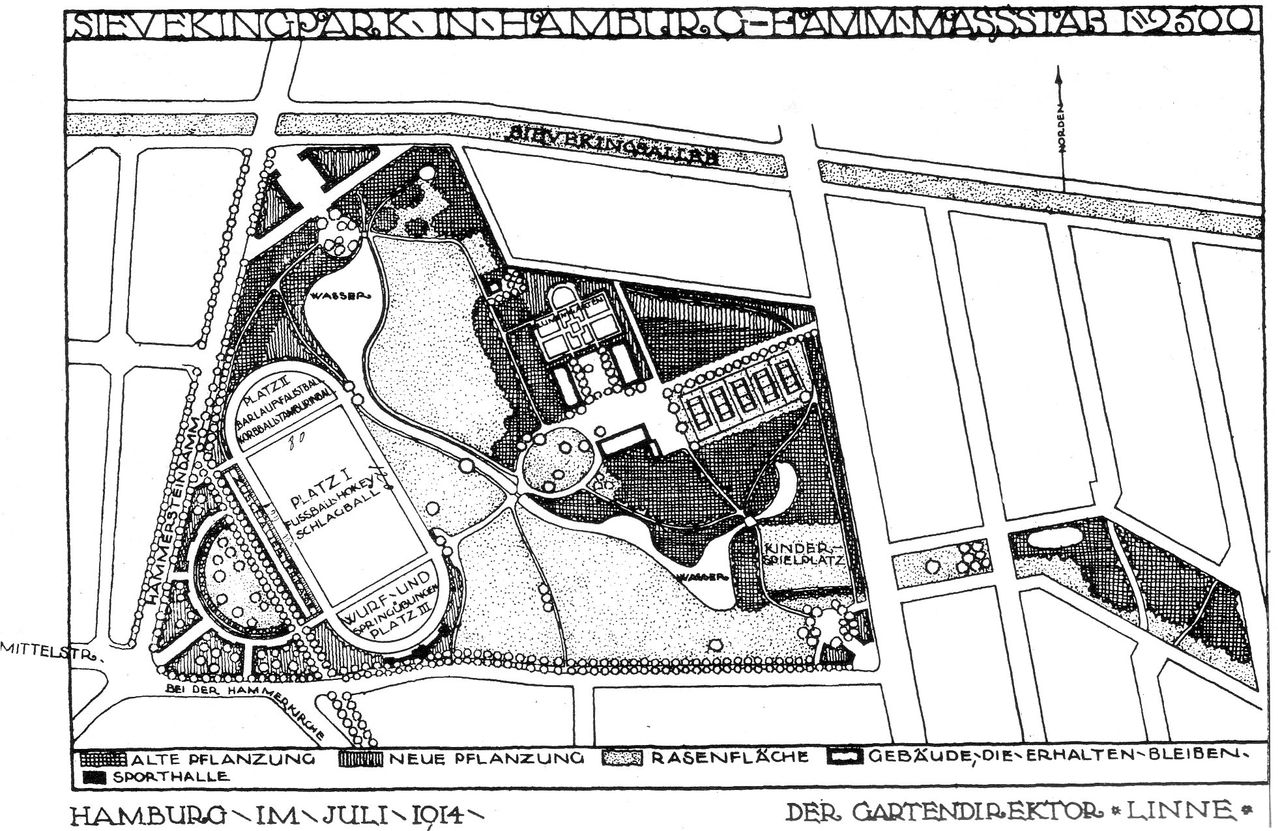
Linne-Plan zur Umgestaltung des Hammer Parks in Hamburg, 1914.

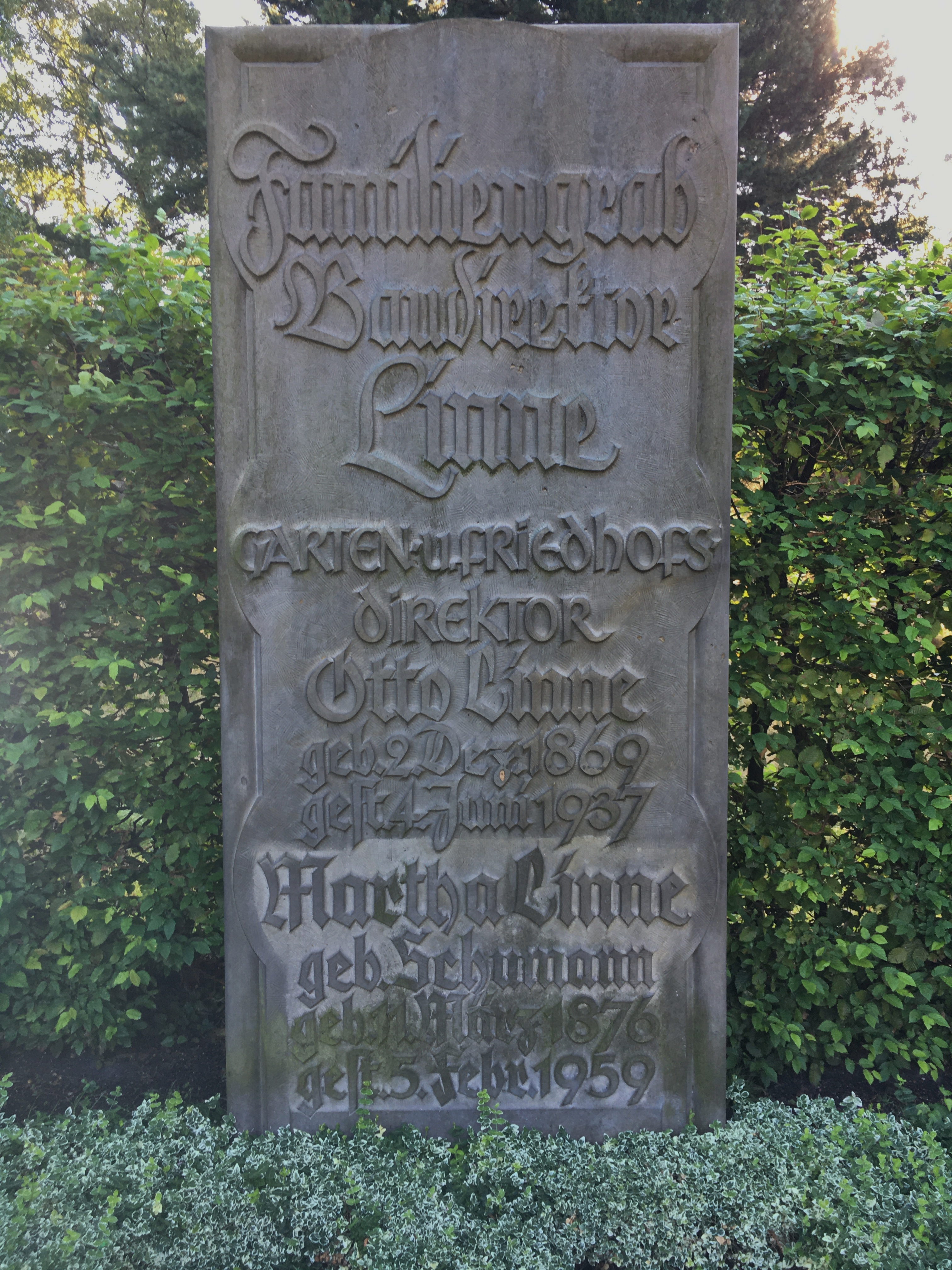
Grab Otto Linne auf dem Friedhof Ohlsdorf

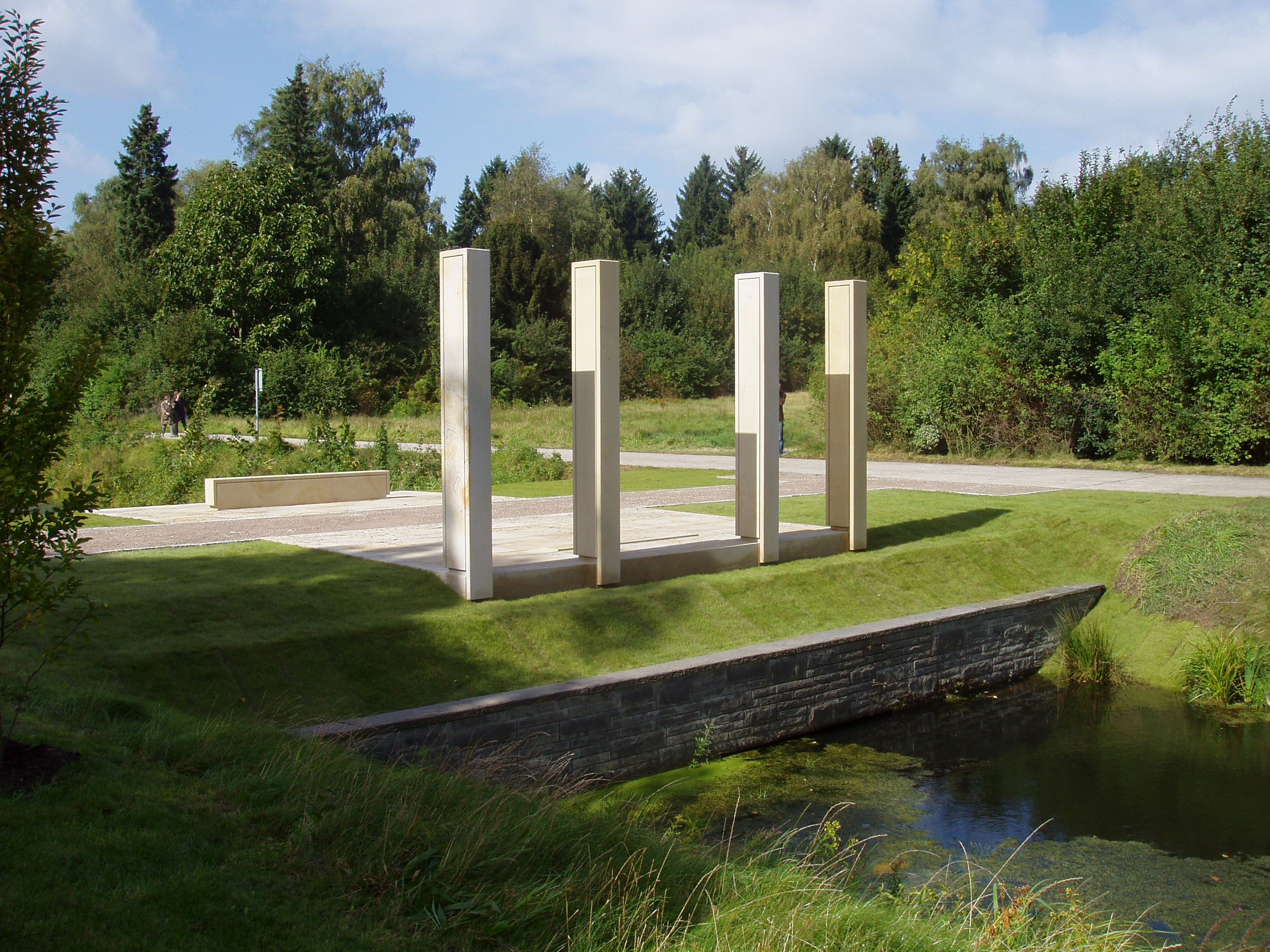
Otto-Linne-Denkmal auf dem Friedhof Ohlsdorf

Otto Armand Linne (* 2. Dezember 1869 in Bremen; † 4. Juni 1937 in Hamburg-Klein Flottbek) war ein deutscher Garten- und Landschaftsarchitekt. Er war Gartendirektor in Erfurt (1899–1908), Essen (1908–1913) und Hamburg (1914–1933) und gilt als bedeutender Gartenreformer des frühen 20. Jahrhunderts. 

## Leben und Wirken

### Jugend und Ausbildung
Der Sohn einer Kaufmannsfamilie besuchte das Gymnasium in Bremen und absolvierte anschließend eine Ausbildung an den Königlichen Gärten in Dresden sowie – nach seiner Militärzeit in Rostock – an der Königlichen Gärtner-Lehranstalt Wildpark bei Potsdam, wo er Schüler von Fritz Encke war. Es folgten kurze Tätigkeiten als Gartentechniker bei den städtischen Gartenverwaltungen in Berlin-Treptow, Lübeck und Blasewitz.

### Berufliche Laufbahn
1894 erhielt er seine erste Anstellung in der städtischen Gartenverwaltung von Magdeburg, wo er einen eigenen Verwaltungsapparat aufbaute, in den auch die Friedhöfe integriert wurde. Er wurde 1899 als 29-Jähriger erster Direktor der neugeschaffenen städtischen Gartenverwaltung in Erfurt und wechselte 1908 in gleicher Funktion nach Essen. Dort gestaltete er beispielsweise den Moltkeplatz im Moltkeviertel als großzügige Parkanlage mit vielfältigen Nutzungsmöglichkeiten. Er wurde in Erfurt Mitglied der Freimaurerloge Karl zu den drei Adlern.
Ab 1. Januar 1914 war Linne als erster Gartendirektor Hamburgs tätig. Unterbrochen durch seinen Wehrdienst im Ersten Weltkrieg zeichnete er ab 1918 für zahlreiche Umgestaltungen und Neuanlagen städtischer Grünanlagen verantwortlich. So gestaltete er zunächst den Hammer Park und weitere ehemalige Privatgärten (Traunspark, Hayns Park, Wehbers Park) zu öffentlichen Volksparks um. Auch die Ausgestaltung des – von Oberbaudirektor Fritz Schumacher entworfenen – Hamburger Stadtparks lag wesentlich in Linnes Händen. Dieser wurde schließlich unter ihm fertiggestellt und für die Öffentlichkeit freigegeben.
Nach dem Tod von Wilhelm Cordes wurde Linne 1919 zusätzlich die Leitung des Hauptfriedhofs Ohlsdorf übertragen. Der östliche Erweiterungsteil des Friedhofes („Linne-Teil“) wurde ab 1919 von ihm geplant.
Nach der Machtergreifung durch die NSDAP feindeten die neuen Machthaber Linne – er war Mitglied der rechtsliberalen DVP – öffentlich an und führten Ende 1933 Linnes vorzeitigen Ruhestand herbei. Nach seinem Tod dreieinhalb Jahre später wurde er auf dem Ohlsdorfer Friedhof beigesetzt.

### Vision und Wirken
Linne erwarb sich auch überregional den Ruf als „Anwalt des sozialen Grüns“ (Kuick-Frenz). Damit ist gemeint, Grünanlagen den neuzeitlichen Bedürfnissen anzupassen, um auch einkommensschwachen Bevölkerungsschichten attraktive Erholungsflächen zur Verfügung zu stellen. Linnes Ziel war es, anstatt der ausschließlich der Zierde dienenden Schmuckanlagen ein Netz vieler kleiner Parks in unmittelbarer Nähe der dicht bebauten Wohnquartiere für Erholung, Spiel und Sport zu schaffen.
Zusammen mit Ferdinand Tutenberg, seinem Amtskollegen der damaligen selbständigen Stadt Altona, ist Linne maßgeblich dafür verantwortlich, dass Hamburg als eine der grünsten Großstädte Europas gilt. Insgesamt entstanden unter Linnes Leitung in Hamburg sechs Parkanlagen, drei Grünzüge, 13 Spiel- und Liegewiesen, 78 Kinderspielplätze, 42 Sandspielplätze, 15 Planschbecken, neun Seniorengärten, 38 Sportplätze und 91 Dauerpachtgärten.
Von seinem sozialreformerischen Elan profitierten in Hamburg insbesondere früher benachteiligte Stadtteile wie Horn und Dulsberg.
Als Leiter des Friedhofs Ohlsdorf setzte Linne eine Reform der Grabgestaltung durch, die, orientiert an der Idee der sozialen Gleichheit, zu einer Vereinheitlichung der Grabstätten führte und zugleich eine bessere Nutzung der vorhandenen Fläche zuließ. Diese Reform wirkte weit über die Grenzen Hamburgs hinaus.

## Ehrungen
- 1948 wurde der im Hamburger Stadtpark gelegene Linnering, mittlerweile eine Sackgasse unweit der Jahnkampfbahn, nach ihm benannt.
- Die nach ihm benannte Sport- und Leichtathletik-Anlage "Linne-Kampfbahn" auf dem heutigen Gelände der Grund- und Stadtteilschule Alter Teichweg, einer Eliteschule des Sports, im Stadtteil Dulsberg gibt es heute nicht mehr. Der Name "Linne-Kampfbahn" ist in manchen Quellen fälschlicherweise erhalten geblieben für den unweit gelegenen Sportplatz Königshütter Straße.[4]
- Seit 1994 wird in etwa dreijährigem Turnus in Hamburg der „Otto Linne Preis für urbane Landschaftsarchitektur“ vergeben. Er soll Studierenden und jungen Absolventen ermöglichen, sich mit aktuellen Themen und Herausforderungen der Fachrichtung Landschaftsarchitektur auseinanderzusetzen.[5]
- Am 16. September 2007 wurde anlässlich seines 70. Todesjahres auf Initiative des Fördervereins Ohlsdorfer Friedhof e. V. das Otto-Linne-Denkmal auf dem Ohlsdorfer Friedhof eingeweiht und der Öffentlichkeit übergeben.
- Seit 2011 trägt im Erfurter Stadtteil Marbach eine Straße seinen Namen. In Erfurt hat er sich bleibende Verdienste erworben.

## Veröffentlichungen
- Hamburgs Grünflächen. In: Hamburger Adressbuch. (Sonderbeiträge zum Adressbuch 1926), 1926, S. XXIII–XXIV, (Digitalisat)